# SSV Rantzau Barmstedt
Der SSV Rantzau Barmstedt, häufig nur SSV Rantzau genannt (offiziell: Spiel- und Sportverein Rantzau Barmstedt e.V. von 1912), ist ein Fußballverein aus der Stadt Barmstedt im Kreis Pinneberg in Schleswig-Holstein.

## Vereinsgeschichte
Am 20. April 1912 wurde in Barmstedt der FC Rantzau von 1912 gegründet. Von 1920 bis 1924 war der Verein vorübergehend an den Barmstedter Männerturnverein angegliedert. 1934 nahm der FC Rantzau Mitglieder der beiden von den Nationalsozialisten verbotenen Barmstedter Arbeitersportvereine SV Nordstern 1923 und SVF Rotsport auf.
Nach dem Zweiten Weltkrieg wurde der Verein als SSV Rantzau wiedergegründet.

## Fußballabteilung
Im Fußballbereich gehört der SSV Rantzau zum Hamburger Fußball-Verband und nimmt an dessen Spielbetrieb teil.
Der SSV Rantzau erreichte 1948 den Aufstieg in die höchste Hamburger Amateurklasse, die damalige Verbandsliga, stieg aber nach der Saison 1948/49 sofort wieder ab. Seitdem spielt der SSV Rantzau in unteren Spielklassen, lediglich in den Spielzeiten 1981/82, 1988/89 und 1989/90 spielte der Verein in der zweithöchsten Hamburger Amateurklasse, der heutigen Landesliga. Seit dem Wiederaufstieg aus der Kreisliga im Jahre 2010 gehört der SSV Rantzau der Gruppe West der Hamburger Bezirksliga an.